# Kiros Stanlley Soares Ferraz
Kiros Stanlley Soares Ferraz (sinh ngày 21 tháng 8 năm 1988) là một cầu thủ bóng đá người Brasil.

## Sự nghiệp câu lạc bộ
Kiros Stanlley Soares Ferraz đã từng chơi cho Kyoto Sanga FC.